# Хродеганг
Хродеганг (лат. Chrodogangus, около 712 — 6 марта 766) — епископ Меца в 742—766 года.
Хродеганг, имя которого записывали также как Hrodegandus, Drochtegangus, Rothigandus, Rodigangus, родился в аристократической франкской семье около 712 года в Хеспенгау не далеко от Льежа. Традиция называет его родителями графа Сиграмна и Ландраду. В старой литературе Ландраду называли дочерью Карла Мартелла. Хродеганг вырос при дворе и обучался в бенедиктинском аббатстве Синт-Трёйден, не принимая, однако, монашеских обетов. При Карле Мартелле занимал должность референдария, одну из высших в королевстве. После воцарения Пипина Короткого он был назначен епископом Меца, в то время столицы Австразии. Как правило, датой посвящения в епископы историки называют 1 октября 742 года, однако, по мнению М. А. Клоссена, более вероятна вторая половина десятилетия.
По настоянию папы Захария Пипин и его брат Карломан предприняли реформу церкви с целью внедрения монашеской дисциплины среди епископов и священников Франкского государства. В 747 году реформа обсуждалась на большом соборе с участием святого Бонифация и Хродеганга Мецкого. В 751 году Пипин сместил последнего меровинга Хильдерика III, и в 753 году отправил в Рим Хродеганга убедить папу даровать ему королевскую власть. Епископ Меца успешно справился со своей миссией и сопроводил папу Стефана II в его путешествии через Альпы. Возможно, именно он, а не Бонифаций, провёл церемонию помазания на царство Пипина. В следующем году епископ вновь отправился на юг с посланием от Пипина и Стефана к королю лангобардов Айстульфу.
В ходе своего пребывания в Риме Хродеганг вдохновился римской литургией и песнопениями, вследствие чего основал знаменитую певческую школу в Меце (см. Chant messin). Также епископ занимался украшением Мецского собора и наполнением храмов епархии мощами святых, которые он привёз из своего третьего путешествия в Рим около 764 года. По римскому образцу Хродеганг проводил рукоположения в Сухие дни после недели поста и молитвы. Являясь сторонником бенедиктинского монашества, Хродеганг основал несколько аббатств, в том числе в Горзе (748), и способствовал развитию основанного его родственником Канкором Лоршского монастыря. После смерти Бонифация в 754 году звание архиепископа Германии перешло к Хродегангу, получившему паллий от папы Стефана. В качестве архиепископа Хродеганг председательствовал на соборах в Вере (Verno palatio, 755), Вербери (765), Компьене (757) и в Аттиньи (762). На соборе в Вере были утверждены правила для священников, известные как «Regula Canonicorum». Хродеганг скончался 6 марта 766 года и был похоронен в Горзе, однако его могила не сохранилась.
Основным источником о жизни Хродеганга являются «Деяния мецких епископов» Павла Диакона, составленные при преемнике Хродеганга, Ангильрамне. Известно также житие Хродеганга, приписываемое Иоанну из Горзе и датируемое в широком диапазоне от конца IX века до 970-х годов.